# 13e cérémonie des César
La 13e cérémonie des César du cinéma - dite aussi Nuit des César -  récompensant les films sortis en 1987, s'est déroulée le 12 mars 1988 au Palais des congrès de Paris.
Elle fut présidée par Miloš Forman et retransmise sur Antenne 2.

## Présentateurs et intervenants
- Jeanne Moreau, présidente de l'Académie des arts et techniques du cinéma
- Miloš Forman, président de la cérémonie
- Michel Drucker, Jane Birkin, maîtres de cérémonie
- Emmanuelle Béart pour la remise du César de la meilleure actrice dans un second rôle
- Faye Dunaway, Yves Montand pour la remise du César du meilleur réalisateur
- Candice Bergen pour la remise du César du meilleur acteur dans un second rôle
- Johnny Hallyday, Pierre Arditi pour la remise du César du meilleur acteur
- Sabine Azéma pour la remise du César de la meilleure actrice

## Palmarès

### César du meilleur film
- Au revoir les enfants de Louis Malle
  - Le Grand Chemin de Jean-Loup Hubert
  - Les Innocents d'André Téchiné
  - Sous le soleil de Satan de Maurice Pialat
  - Tandem de Patrice Leconte

### César du meilleur film étranger
- Le Dernier Empereur de Bernardo Bertolucci
  - Les Ailes du désir de Wim Wenders
  - Les Incorruptibles de Brian De Palma
  - Intervista de Federico Fellini
  - Les Yeux noirs de Nikita Mikhalkov

### César du meilleur acteur
- Richard Bohringer pour Le Grand Chemin
  - Jean Carmet pour Miss Mona
  - Gérard Depardieu pour Sous le soleil de Satan
  - Gérard Jugnot pour Tandem
  - Christophe Malavoy pour De guerre lasse
  - Jean Rochefort pour Tandem

### César de la meilleure actrice
- Anémone pour Le Grand Chemin
  - Sandrine Bonnaire pour Sous le soleil de Satan
  - Catherine Deneuve pour Agent trouble
  - Nastassja Kinski pour Maladie d'amour
  - Jeanne Moreau pour Le Miraculé

### César du meilleur acteur dans un second rôle
- Jean-Claude Brialy pour Les Innocents
  - Tom Novembre pour Agent trouble
  - Jean-Pierre Kalfon pour Le Cri du hibou
  - Jean-Pierre Léaud pour Les Keufs
  - Guy Marchand pour Noyade interdite

### César de la meilleure actrice dans un second rôle
- Dominique Lavanant pour Agent trouble
  - Anna Karina pour Cayenne Palace
  - Marie Laforêt  pour Fucking Fernand
  - Sylvie Joly pour Le Miraculé
  - Bernadette Lafont pour Masques

### César du meilleur espoir masculin
- Thierry Frémont pour Travelling avant
  - Cris Campion pour Champ d'honneur
  - Pascal Légitimus pour L'Œil au beur(re) noir
  - François Négret pour Au revoir les enfants

### César du meilleur espoir féminin
- Mathilda May pour Le Cri du hibou
  - Anne Brochet pour Masques
  - Julie Delpy pour La Passion Béatrice
  - Sophie Renoir pour L'Ami de mon amie

### César du meilleur réalisateur
- Louis Malle pour Au revoir les enfants
  - Jean-Loup Hubert pour Le Grand Chemin
  - André Téchiné pour Les Innocents
  - Maurice Pialat pour Sous le soleil de Satan
  - Patrice Leconte pour Tandem

### César de la meilleure première œuvre
- L'Œil au beurre noir de Serge Meynard
  - Avril brisé de Liria Begeja
  - Flag de Jacques Santi
  - Le Jupon rouge de Geneviève Lefebvre
  - Le Moine et la Sorcière de Suzanne Schiffman

### César du meilleur scénario original ou adaptation
- Louis Malle pour Au revoir les enfants
  - Patrick Dewolf et Patrice Leconte pour Tandem
  - Jean-Loup Hubert pour Le Grand Chemin
  - Éric Rohmer pour L'Ami de mon amie
  - Colo Tavernier pour La Passion Béatrice

### César de la meilleure musique
- Michel Portal pour Champ d'honneur
  - Philippe Sarde pour Les Innocents
  - Gabriel Yared pour Agent trouble

### César de la meilleure photographie
- Renato Berta pour Au revoir les enfants
  - Patrick Blossier pour Miss Mona
  - Willy Kurant pour Sous le soleil de Satan

### César des meilleurs costumes
- Jacqueline Moreau pour La Passion Béatrice
  - Olga Berluti pour De guerre lasse
  - Corinne Jorry pour Au revoir les enfants

### César du meilleur décor
- Willy Holt pour Au revoir les enfants
  - Guy-Claude François pour La Passion Béatrice
  - Jean-Pierre Kohut-Svelko pour Ennemis intimes

### César du meilleur son
- Jean-Claude Laureux, Claude Villand et Bernard Leroux pour Au revoir les enfants
  - Dominique Hennequin, Jean-Louis Ughetto pour Les Innocents
  - Bernard Bats, Gérard Lamps pour Un homme amoureux

### César du meilleur montage
- Emmanuelle Castro pour Au revoir les enfants
  - Yann Dedet pour Sous le soleil de Satan
  - Raymonde Guyot pour Le Grand Chemin

### César du meilleur court-métrage d'animation
- Le Petit Cirque de toutes les couleurs de Jacques-Rémy Girerd
  - Transatlantique de Bruce Krebs

### César du meilleur court-métrage de fiction
- Présence féminine d'Éric Rochant
  - D'après Maria de Jean-Claude Robert
  - Pétition de Jean-Louis Comolli

### César du meilleur court-métrage documentaire
- L'Été perdu de Dominique Théron
  - Pour une poignée de kurus de Christian Raimbaud, Gilbert Augerau

### César de la meilleure affiche
- Stéphane Bielikoff pour Tandem
  - Philippe Lemoine pour Le Dernier Empereur
  - Benjamin Baltimore, Luc Roux pour Sous le soleil de Satan
  - Philippe Lemoine pour Un homme amoureux

### César d'honneur
- Serge Silberman

### Hommage
- Charles Chaplin pour le 10e anniversaire de sa mort
- Lino Ventura